# Bitvy deseti dnů

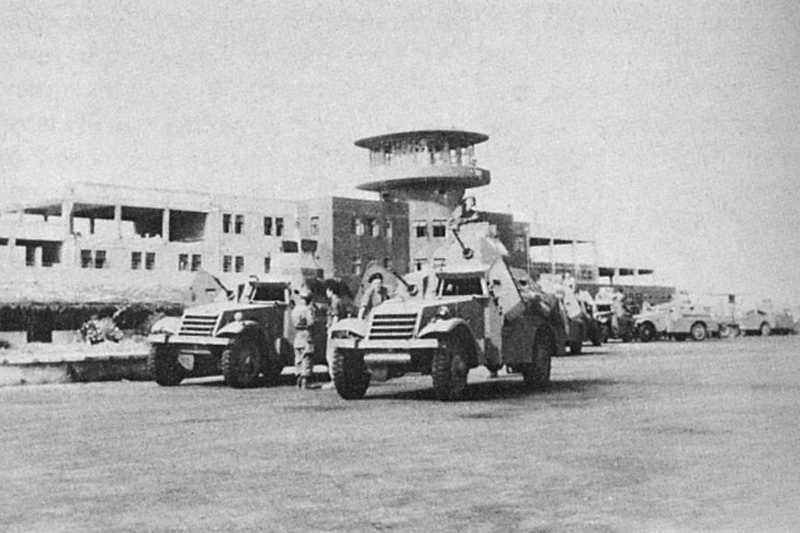
Dobytí letiště v Lodu roku 1948 Izraelci (dnes Ben Gurionovo mezinárodní letiště)

Bitvy deseti dnů (hebrejsky: קרבות עשרת הימים‎, Kravot aseret ha-jamim) byla fáze první arabsko-izraelské války v červenci 1948 trvající deset dnů mezi prvním a druhým příměřím, ve které izraelská armáda dosáhla značných územních zisků.
8. července 1948 skončilo první příměří a obě strany sporu, Izraelci i Arabové, obnovily válečné operace. Zatímco v první fázi války v květnu a červnu 1948 Izraelci čelili závažným organizačním, logistickým a vojenským problémům, dobu prvního příměří využili k rychlé konsolidaci, dovozu zbraní, přípravě vojenských plánů a výcviku nových jednotek. Proto během následujících deseti dnů přešli rychle do ofenzívy. Operace Dekel znamenala izraelské ovládnutí Dolní Galileje včetně dobytí města Nazaret, operace Broš vedená u řeky Jordán sice neznamenala zásadní průlom, ale syrské předpolí u Jordánu zůstalo jen malou enklávou a invazní syrské plány na postup do Galileje byly rozvráceny. Operace Danny přinesla rozšíření izraelského území východně a jihovýchodně od Tel Avivu včetně měst Lod a Ramla. Výrazným izraelským neúspěchem byla jen operace Kedem, kdy se nezdařilo ovládnutí Starého Města v Jeruzalémě. Jen skromné výsledky měla i operace An-Far a operace Mavet la-poleš na jihu země, kde se Izraelcům nepodařilo zcela eliminovat západovýchodní koridor ovládaný egyptskou armádou. 18. července vstoupilo v platnost druhé příměří a finální souboj o území bývalé mandátní Palestiny se posunul na podzim 1948.